# Honda RA108
La Honda RA108 è stata la vettura con la quale la Honda ha preso parte al campionato del mondo di Formula 1 del 2008.
La RA108 venne presentata ufficialmente nella sede Honda di Brackley in Inghilterra anche se venne utilizzata durante i test di Valencia del 23 gennaio 2008.
I piloti erano Rubens Barrichello e Jenson Button mentre Ross Brawn era a capo del team e Jörg Zander era il capo progettista.
La Honda RA108, inoltre è l'ultima vettura prodotta dalla Honda nel campionato di Formula 1. La squadra si ritirò a fine stagione per problemi finanziari e fu ceduta a Ross Brawn che la ribattezzò Brawn GP.

## Risultati sportivi
| Anno | Team            | Motore   | Gomme | Piloti      |     |    |     |     |    |    |    |     |     |     |    |    |     |    |     |    |    |    | Punti | Pos. |
| ---- | --------------- | -------- | ----- | ----------- | --- | -- | --- | --- | -- | -- | -- | --- | --- | --- | -- | -- | --- | -- | --- | -- | -- | -- | ----- | ---- |
| 2008 | Honda Racing F1 | Honda V8 | B     | Button      | Rit | 10 | Rit | 6   | 11 | 11 | 11 | Rit | Rit | 17  | 12 | 13 | 15  | 15 | 9   | 14 | 16 | 13 | 14    | 9º   |
| 2008 | Honda Racing F1 | Honda V8 | B     | Barrichello | SQ  | 13 | 11  | Rit | 14 | 6  | 7  | 14  | 3   | Rit | 16 | 16 | Rit | 17 | Rit | 13 | 11 | 15 | 14    | 9º   |

| Legenda | 1º posto     | 2º posto | 3º posto    | A punti         | Senza punti/Non class.  | Grassetto – Pole position Corsivo – Giro più veloce |
| Legenda | Squalificato | Ritirato | Non partito | Non qualificato | Solo prove/Terzo pilota | Grassetto – Pole position Corsivo – Giro più veloce |